# Вудс Беј (Монтана)
Вудс Беј (енгл. Woods Bay) насељено је место без административног статуса у америчкој савезној држави Монтана.

## Демографија
По попису из 2010. године број становника је 661, што је 87 (-11,6%) становника мање него 2000. године.
| Група             | 2000.       | 2010.       |
| Белци             | 711 (95,1%) | 627 (94,9%) |
| Афроамериканци    | 1 (0,1%)    | 0 (0,0%)    |
| Азијати           | 3 (0,4%)    | 1 (0,2%)    |
| Хиспаноамериканци | 24 (3,2%)   | 14 (2,1%)   |
| Укупно            | 748         | 661         |